# Santa Cruz (Chile)

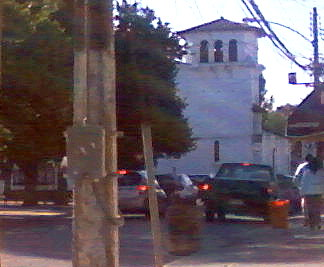
Iglesia de Santa Cruz

Santa Cruz ist eine Stadt in Chile. Sie hat rund 38.000 Einwohner (Stand: 2017) und liegt in der Provinz Colchagua. Diese liegt in der Región del Libertador General Bernardo O’Higgins.

## Geografie und Klima
Santa Cruz liegt am Fluss Estero Chimbarongo rund 181 km südlich der Hauptstadt Santiago und 41 km westlich von San Fernando, am Weg zum Pazifik-Strand und Surfer-Paradies Pichilemu.
Die Stadt wird vom Fluss Río Tinguiririca und dem Stausee Lago Rapel mit Wasser versorgt.
Die durchschnittliche Temperatur im Jahr liegt bei 14 °C. Die Regenmenge liegt bei 500 mm/Jahr.

## Geschichte
Die Kommune Santa Cruz wurde am 22. Dezember 1891 gegründet. Die Stadt entstand 1906.

## Sehenswürdigkeiten
5 km südwestlich von Santa Cruz steht eine große Jungfrauenfigur aus Stein, der Mirador de la Virgen. Es gibt eine große Weinstraße, die Ruta del Vino de Colchagua, die rund um Santa Cruz und San Fernando führt. Sie wurde 1996 gegründet und wurde zur ersten chilenischen Weinstraße.

## Wirtschaft
Im Umland von Santa Cruz stehen der Anbau von Wein und Obst im Vordergrund.

## Persönlichkeiten
- Víctor Manuel González (* 1946), Fußballspieler und -trainer
- Renzo Yáñez (* 1980), Fußballspieler und -trainer
- Nelson Cereceda (* 1991), Fußballspieler